# Paul Lecreux
Paul Edmond Henri Lecreux, dit aussi Jacques France, né le 18 février 1826 à Lille et mort le 3 juillet 1894 à Paris (18e arrondissement), est un sculpteur et franc-maçon français.

## Biographie
Paul Lecreux est un sculpteur et franc-maçon. Le musée des beaux-arts de Rouen conserve de lui un Buste de la République. On lui doit aussi une Marianne parée d'attributs maçonniques et un médaillon de La République des Communes dédié à son ami Carré (Paris, musée de la franc-maçonnerie). Membre de la loge « L’Étoile polaire » il réalise plusieurs œuvres patriotiques comme La Balle prussienne ou Le souvenir de la nuit du 4 aout. Il est également à la tête d'une entreprise de fonderie, « L'Union Statutaire » situé à Asnières
En janvier 1881, le vénérable maître de la loge « La Bonne foi » à Saint-Germain-en-Laye demande à Paul Lecreux de créer un buste à l’effigie de la République à l'occasion d'une fête que la loge organise dans le mois qui suit. Après un temps d'hésitation, il accepte la proposition et crée une œuvre qui est solennellement présentée le 24 février 1881. Severiano de Heredia qui participe aux festivités de la loge joue un rôle important dans la promotion de l’œuvre. Sa Marianne connaît du succès dans les milieux maçonniques où elle est adoptée par le Grand Orient de France le 9 janvier 1882. D'autres loges maçonniques font de même. Une version sans attributs maçonniques est proposée, à l'usage des institutions municipales. À partir de 1882 sous la présidence de Victor Hugo, un Comité des bustes de la République est constituée, de nombreux républicains en font partie. Une activité de propagande est mise en œuvre pour diffuser le buste comme un emblème de la République au sein des institutions publiques. Il existe deux versions de la Marianne de Jacques France, la première avec un cordon de maître maçon orné de symbole maçonnique, la seconde dont le cordon affiche trois dates importantes dans l'histoire de la République, 1789, 1848, 1870. Cette Marianne est un des bustes les plus populaires sous la IIIe République qui en fait un symbole de la démocratie française et qui ornent pendant de nombreuses années les mairies de France.